# Leichtathletik-Weltmeisterschaften 2017/100 m Hürden der Frauen

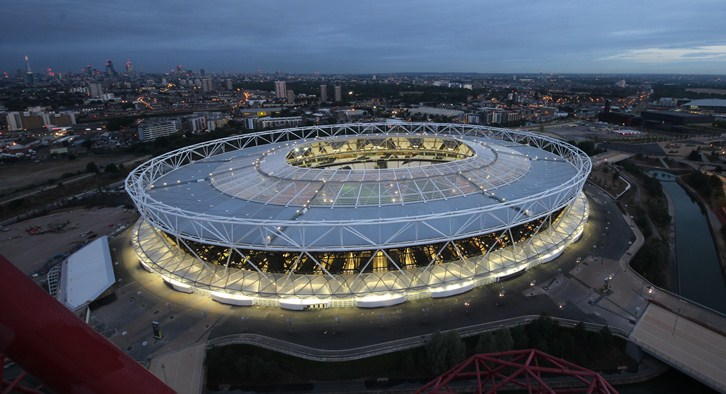
Das Olympiastadion London im Jahr 2017

Der 100-Meter-Hürdenlauf der Frauen wurde bei den Leichtathletik-Weltmeisterschaften 2017 wurde am 11. und 12. August 2017 im Olympiastadion der britischen Hauptstadt London ausgetragen.
Es siegte die australische Olympiasiegerin von 2008, Olympiazweite von 2016, Weltmeisterin von 2011 und Vizeweltmeisterin von 2013 Sally Pearson.

Sie gewann vor der US-amerikanischen Olympiasiegerin von 2008, Olympiazweiten von 2012 und WM-Dritten von 2011 Dawn Harper-Nelson.

Bronze ging an die Deutsche Pamela Dutkiewicz.

## Bestehende Rekorde
| Weltrekord               | Kendra Harrison | 12,20 s | London, Großbritannien | 22. Juli 2016     |
| Weltmeisterschaftsrekord | Sally Pearson   | 12,28 s | WM in Daegu, Südkorea  | 3. September 2011 |

Der bestehende WM-Rekord wurde bei diesen Weltmeisterschaften nicht eingestellt und nicht verbessert.

## Vorläufe
Aus den fünf Vorläufen qualifizierten sich die jeweils vier Ersten jedes Laufes – hellblau unterlegt – und zusätzlich die vier Zeitschnellsten – hellgrün unterlegt – für das Halbfinale.

### Lauf 1
11. August 2017, 10:45 Uhr Ortszeit (11:45 Uhr MESZ)

Wind: −1,4 m/s
| Platz | Bahn | Name              | Land           | Offizielle Zeit (s) | Tausendstelsekunden (inoffiziell) |
| ----- | ---- | ----------------- | -------------- | ------------------- | --------------------------------- |
| 1     | 5    | Danielle Williams | Jamaika        | 12,66               |                                   |
| 2     | 6    | Pamela Dutkiewicz | Deutschland    | 12,74               |                                   |
| 3     | 2    | Isabelle Pedersen | Norwegen       | 12,94               | 12,935                            |
| 4     | 3    | Anne Zagré        | Belgien        | 12,97               | 12,966                            |
| 5     | 7    | Sharona Bakker    | Niederlande    | 13,12               |                                   |
| 6     | 9    | Gréta Kerekes     | Ungarn         | 13,15               | 13,147                            |
| 7     | 8    | Fabiana Moraes    | Brasilien      | 13,40               |                                   |
| 8     | 4    | Alicia Barrett    | Großbritannien | 13,42               |                                   |

### Lauf 2
11. August 2017, 10:53 Uhr Ortszeit (11:53 Uhr MESZ)

Wind: −0,9 m/s
| Platz | Bahn | Name            | Land           | Offizielle Zeit (s) | Tausendstelsekunden (inoffiziell) |
| ----- | ---- | --------------- | -------------- | ------------------- | --------------------------------- |
| 1     | 6    | Megan Simmonds  | Jamaika        | 12,78               |                                   |
| 2     | 7    | Nia Ali         | USA            | 12,93               |                                   |
| 3     | 8    | Phylicia George | Kanada         | 13,01               | 13,003                            |
| 4     | 5    | Ayako Kimura    | Japan          | 13,15               | 13,149                            |
| 5     | 9    | Luca Kozák      | Ungarn         | 13,17               |                                   |
| 6     | 4    | Tiffany Porter  | Großbritannien | 13,18               |                                   |
| 7     | 3    | Eefje Boons     | Niederlande    | 13,34               |                                   |
| 8     | 2    | Mulern Jean     | Haiti          | 13,63               |                                   |

Im zweiten Vorlauf ausgeschiedene Hürdensprinterinnen:

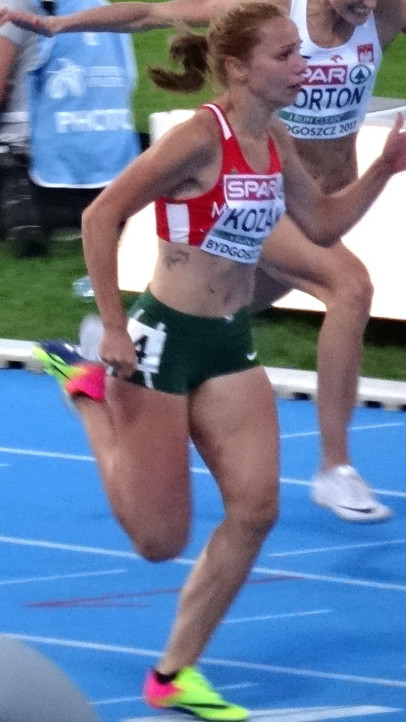
Luca Kozák Rang fünf in 13,17 s
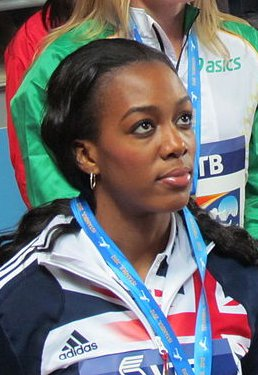
Tiffany Porter Rang sechs in 13,1 s
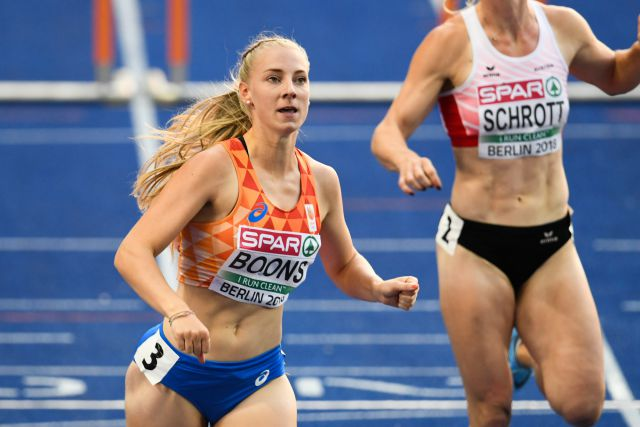
Eefje Boons Rang sieben in 13,34 s

### Lauf 3

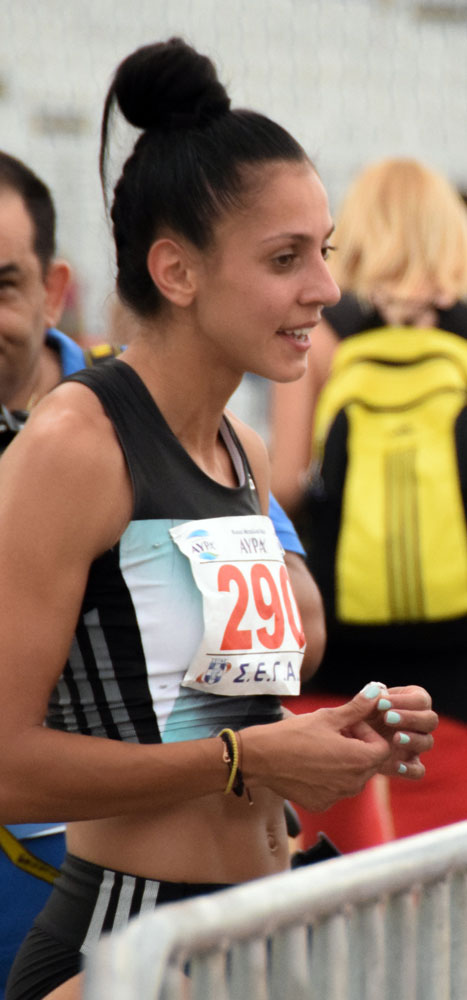
Elisavet Pesiridou – ausgeschieden als Siebte in 13,14 s

11. August 2017, 11:01 Uhr Ortszeit (12:01 Uhr MESZ)

Wind: −0,6 m/s
| Platz | Bahn | Name               | Land         | Offizielle Zeit (s) | Tausendstelsekunden (inoffiziell) |
| ----- | ---- | ------------------ | ------------ | ------------------- | --------------------------------- |
| 1     | 2    | Kendra Harrison    | USA          | 12,60               |                                   |
| 2     | 8    | Alina Talaj        | Belarus      | 12,88 SB            | 12,876                            |
| 3     | 3    | Yanique Thompson   | Jamaika      | 12,88               | 12,877                            |
| 4     | 9    | Devynne Charlton   | Bahamas      | 13,02               |                                   |
| 5     | 5    | Lindsay Lindley    | Nigeria      | 13,07               |                                   |
| 6     | 4    | Michelle Jenneke   | Australien   | 13,11               |                                   |
| 7     | 6    | Elisavet Pesiridou | Griechenland | 13,14               | 13,137                            |
| 8     | 7    | Linha Ahmed        | Ägypten      | 13,78 SB            |                                   |

### Lauf 4
11. August 2017, 11:09 Uhr Ortszeit (12:09 Uhr MESZ)

Wind: −0,6 m/s
| Platz | Bahn | Name               | Land         | Offizielle Zeit (s) | Tausendstelsekunden (inoffiziell) |
| ----- | ---- | ------------------ | ------------ | ------------------- | --------------------------------- |
| 1     | 6    | Sally Pearson      | Australien   | 12,72               |                                   |
| 2     | 3    | Dawn Harper-Nelson | USA          | 12,88               | 12,875                            |
| 3     | 2    | Rushelle Burton    | Jamaika      | 12,94               | 12,936                            |
| 4     | 9    | Hanna Plotizyna    | Ukraine      | 13,01               | 13,008                            |
| 5     | 4    | Ricarda Lobe       | Deutschland  | 13,08               |                                   |
| 6     | 5    | Hitomi Shimura     | Japan        | 13,29               |                                   |
| 7     | 8    | Eline Berings      | Belgien      | 13,35               |                                   |
| 8     | 7    | Marthe Koala       | Burkina Faso | 13,38               |                                   |

Im vierten Vorlauf ausgeschiedene Hürdensprinterinnen:

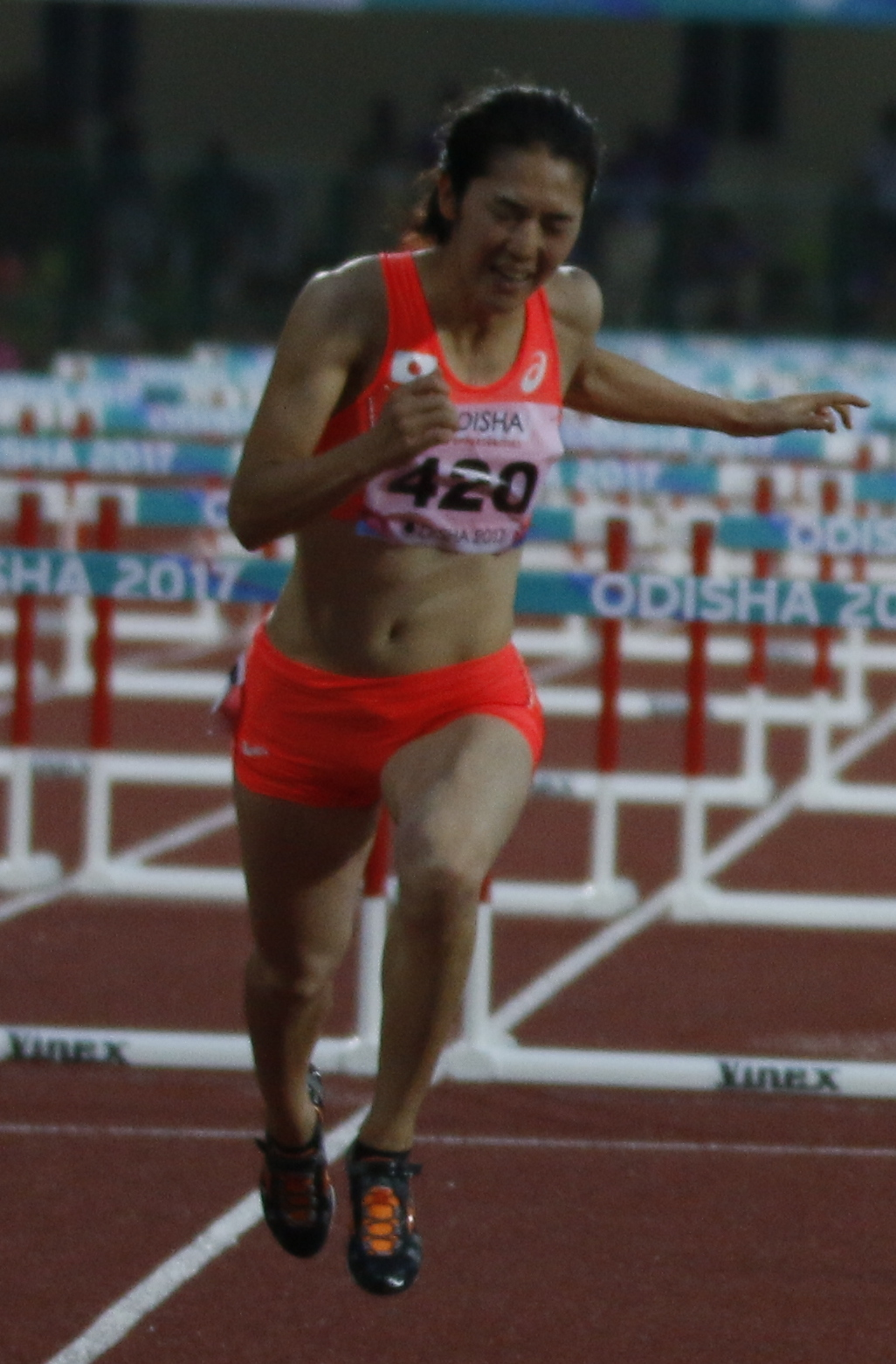
Hitomi Shimura Rang sechs in 13,29 s
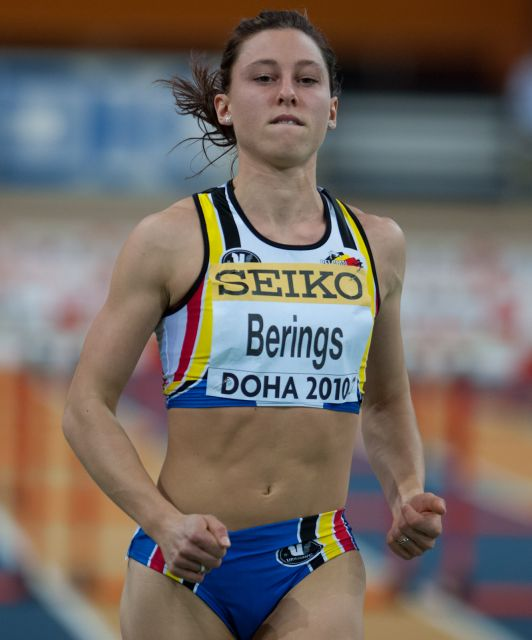
Eline Berings Rang sieben in 13,35 s
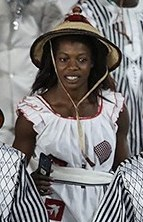
Marthe Koala Rang acht in 13,38 s

### Lauf 5
11. August 2017, 11:17 Uhr Ortszeit (12:17 Uhr MESZ)

Wind: −0,6 m/s
Deborah John, Trinidad und Tobago, stürzte an einer Hürde und verletzte sich schwer.
| Platz | Bahn | Name              | Land                | Offizielle Zeit (s) | Tausendstelsekunden (inoffiziell) |
| ----- | ---- | ----------------- | ------------------- | ------------------- | --------------------------------- |
| 1     | 9    | Christina Manning | USA                 | 12,87               |                                   |
| 2     | 6    | Nadine Visser     | Niederlande         | 12,96               |                                   |
| 3     | 8    | Tobi Amusan       | Nigeria             | 12,97               | 12,965                            |
| 4     | 3    | Elwira Herman     | Belarus             | 13,01               | 13,004                            |
| 5     | 5    | Nadine Hildebrand | Deutschland         | 13,14               | 13,134                            |
| 6     | 2    | Angela Whyte      | Kanada              | 13,23               |                                   |
| 7     | 7    | Jung Hye-lim      | Südkorea            | 13,37               |                                   |
| DNF   | 4    | Deborah John      | Trinidad und Tobago |                     |                                   |

Im fünften Vorlauf ausgeschiedene Hürdensprinterinnen:

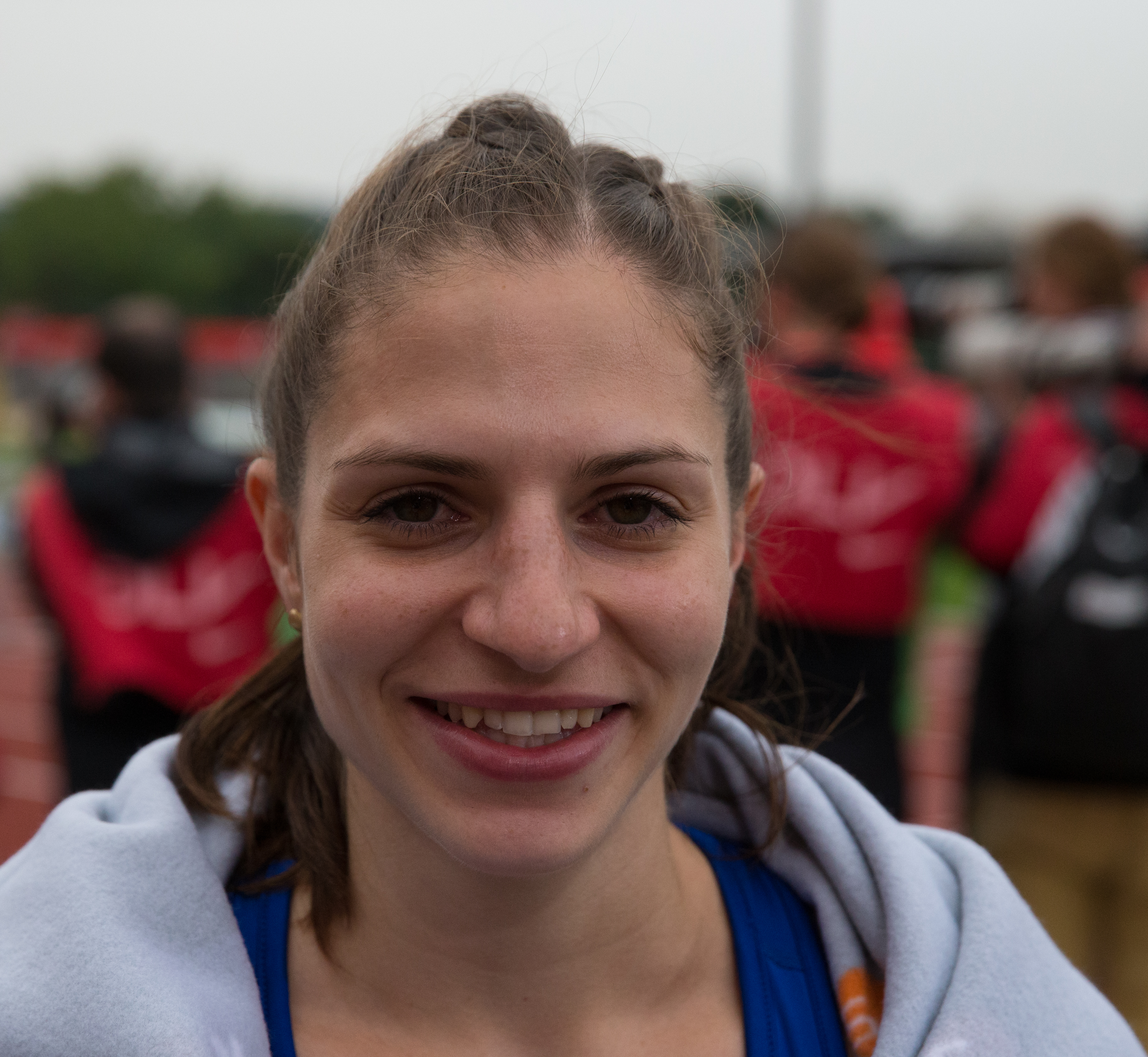
Nadine Hildebrand Rang fünf in 13,14 s
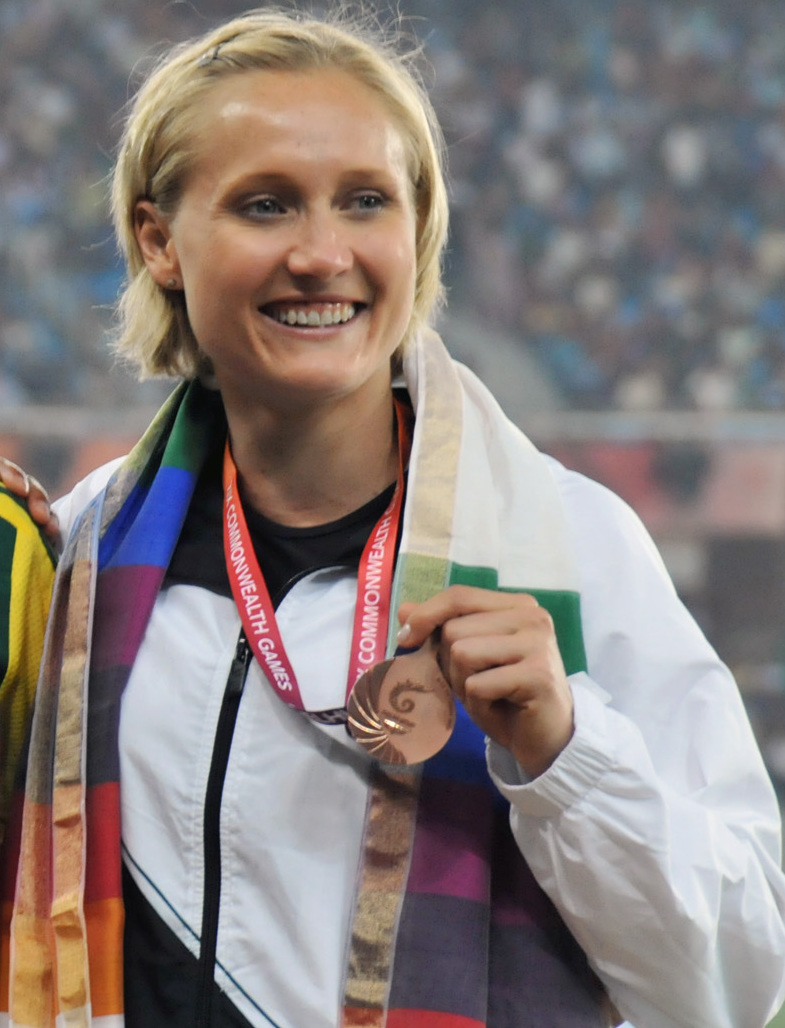
Angela Whyte Rang sechs in 13,23 s
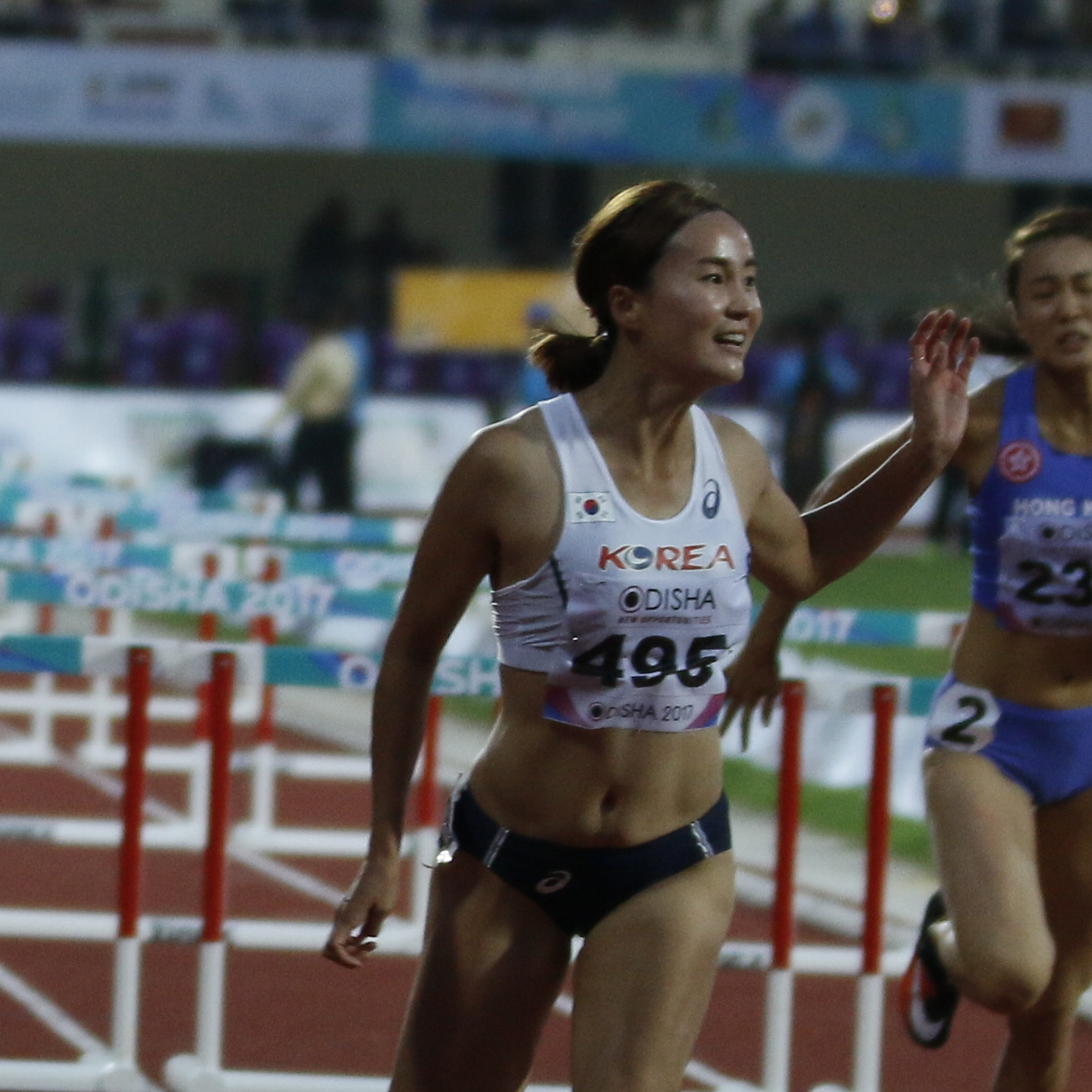
Jung Hye-lim Rang sieben in 13,37 s

## Halbfinale
Aus den drei Halbfinalläufen qualifizierten sich die jeweils beiden Ersten jedes Laufes – hellblau unterlegt – und zusätzlich die beiden Zeitschnellsten – hellgrün unterlegt – für das Finale.

### Lauf 1

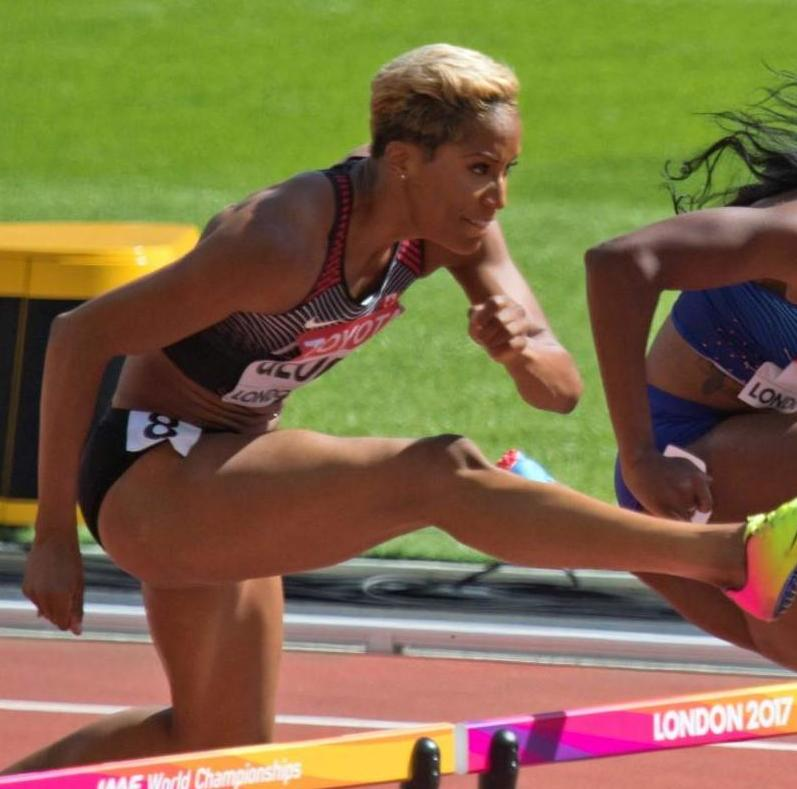
Phylicia George – ausgeschieden als Fünfte in 13,04 s
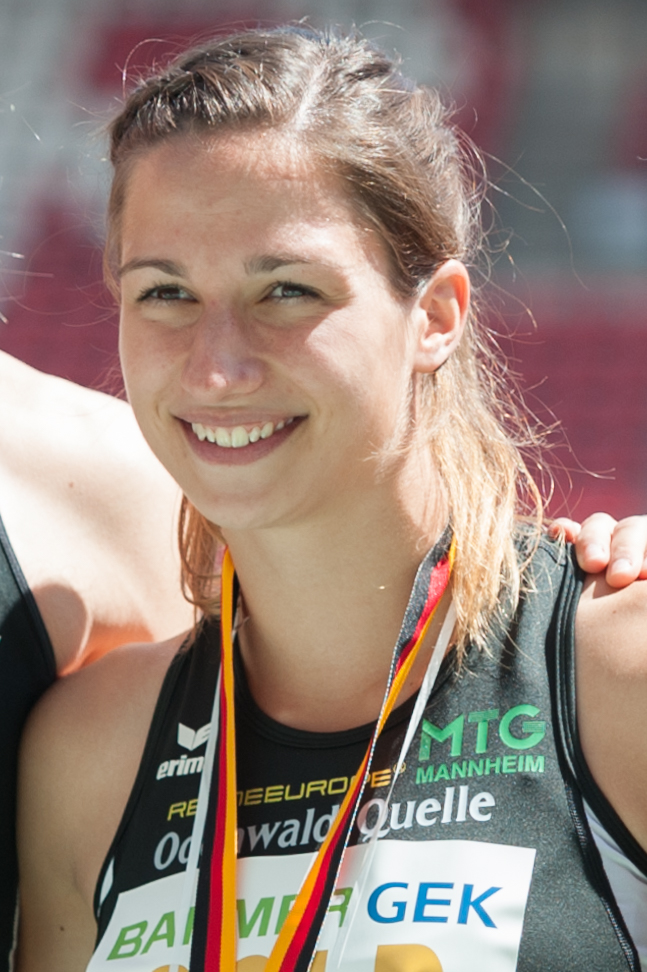
Ricarda Lobe – ausgeschieden als Sechste in 13,11 s
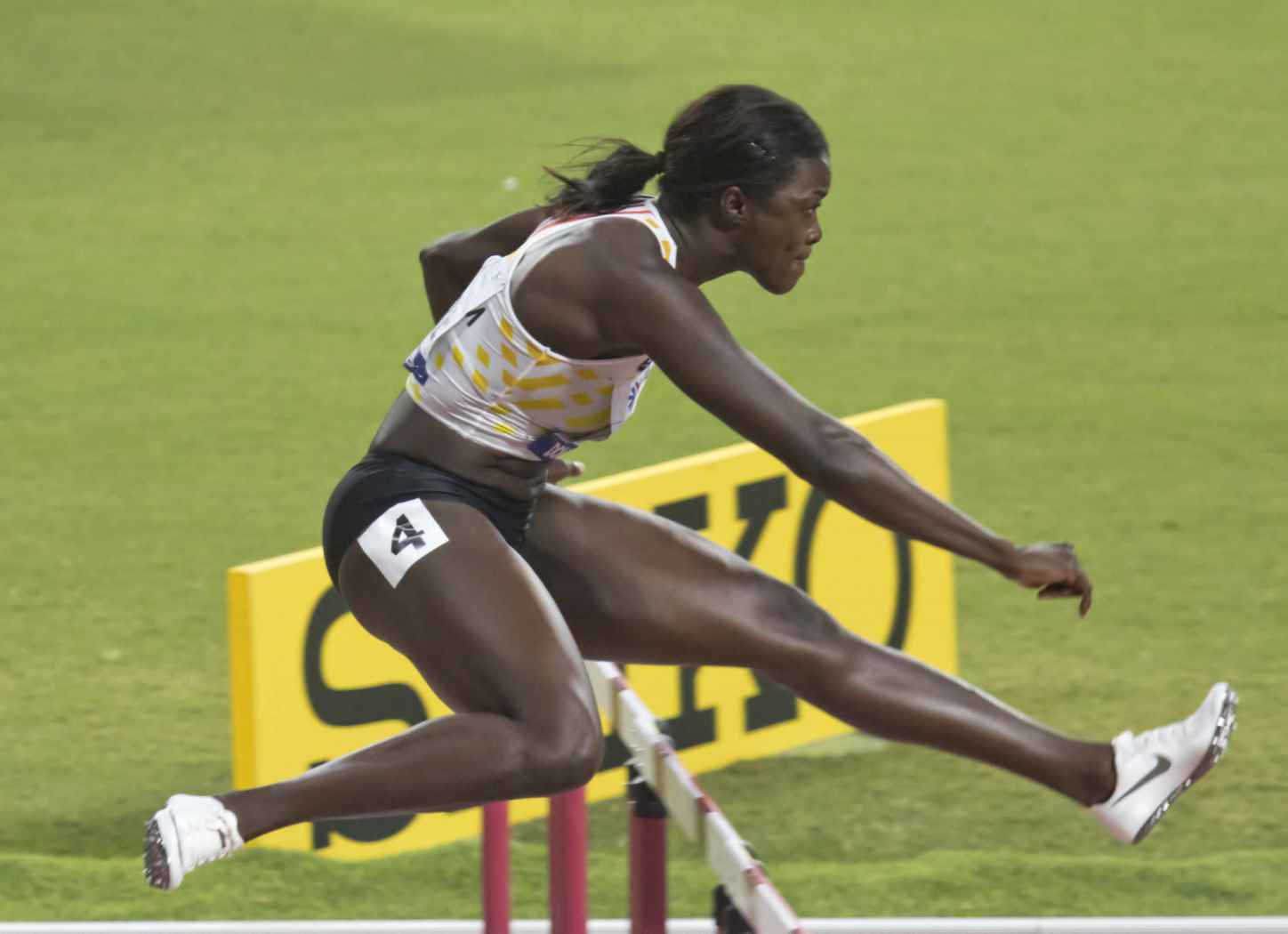
Anne Zagré – ausgeschieden als Achte in 13,34 s

11. August 2017, 19:05 Uhr Ortszeit (20:05 Uhr MESZ)

Wind: +0,5 m/s
| Platz | Bahn | Name            | Land        | Zeit (s) |
| ----- | ---- | --------------- | ----------- | -------- |
| 1     | 6    | Sally Pearson   | Australien  | 12,53    |
| 2     | 4    | Nia Ali         | USA         | 12,79    |
| 3     | 7    | Nadine Visser   | Niederlande | 12,83    |
| 4     | 5    | Megan Simmonds  | Jamaika     | 12,93    |
| 5     | 8    | Phylicia George | Kanada      | 13,04    |
| 6     | 3    | Ricarda Lobe    | Deutschland | 13,11    |
| 7     | 2    | Lindsay Lindley | Nigeria     | 13,18    |
| 8     | 9    | Anne Zagré      | Belgien     | 13,34    |

### Lauf 2
11. August 2017, 19:14 Uhr Ortszeit (20:14 Uhr MESZ)

Wind: +0,5 m/s
| Platz | Bahn | Name              | Land       | Zeit (s) |
| ----- | ---- | ----------------- | ---------- | -------- |
| 1     | 5    | Christina Manning | USA        | 12,71    |
| 2     | 6    | Alina Talaj       | Belarus    | 12,85 SB |
| 3     | 7    | Yanique Thompson  | Jamaika    | 12,88    |
| 4     | 9    | Tobi Amusan       | Nigeria    | 13,04    |
| 5     | 4    | Danielle Williams | Jamaika    | 13,14    |
| 6     | 8    | Elwira Herman     | Belarus    | 13,16    |
| 7     | 3    | Michelle Jenneke  | Australien | 13,25    |
| 8     | 2    | Ayako Kimura      | Japan      | 13,29    |

Im zweiten Halbfinale ausgeschiedene Hürdensprinterinnen:

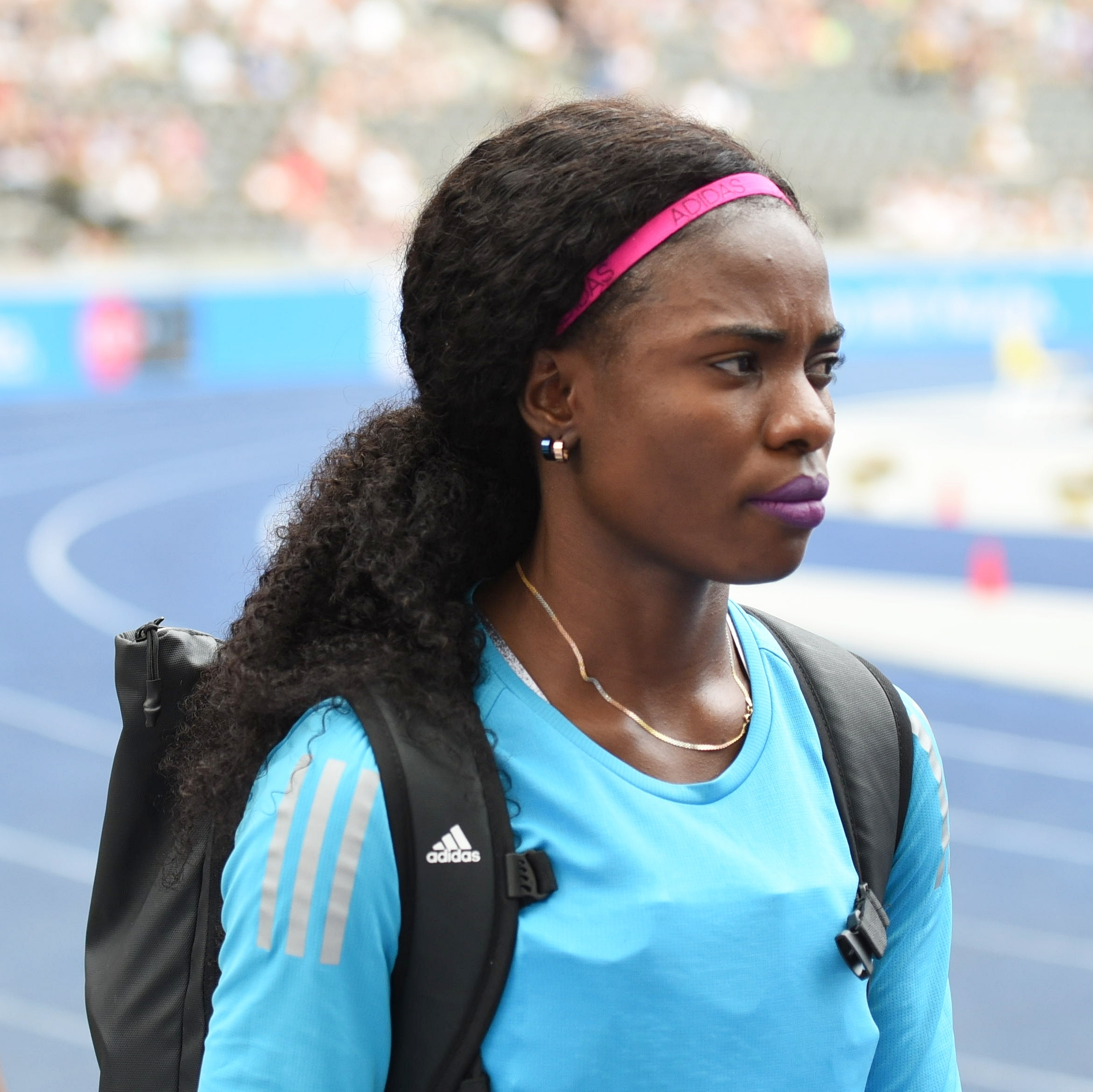
Tobi Amusan Rang vier in 13,04 s
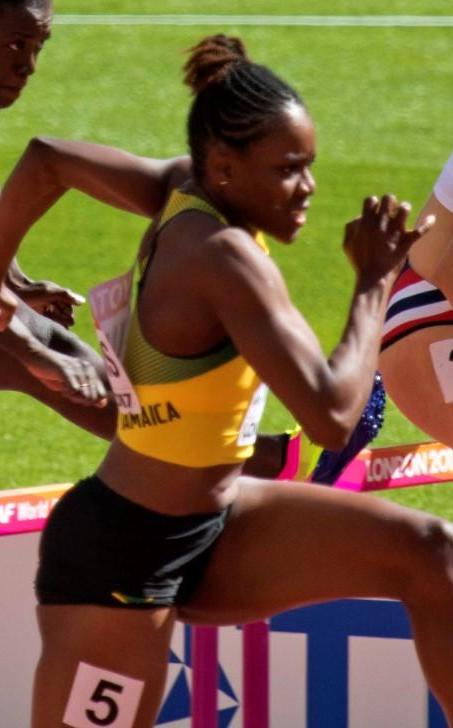
Titelverteidigerin Danielle Williams Rang fünf in 13,14 s
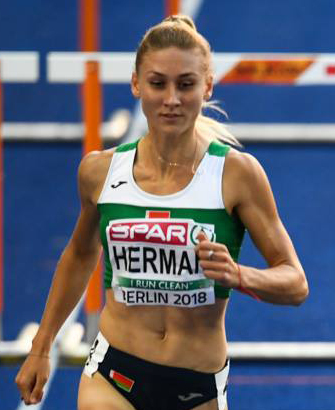
Elwira Herman Rang sechs in 13,16 s
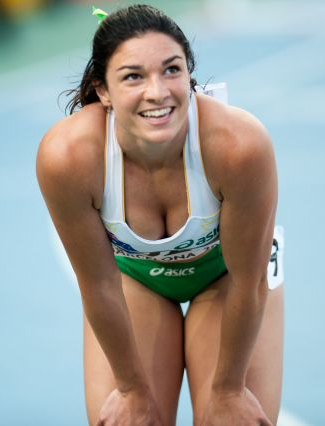
Michelle Jenneke Rang sieben in 13,25 s
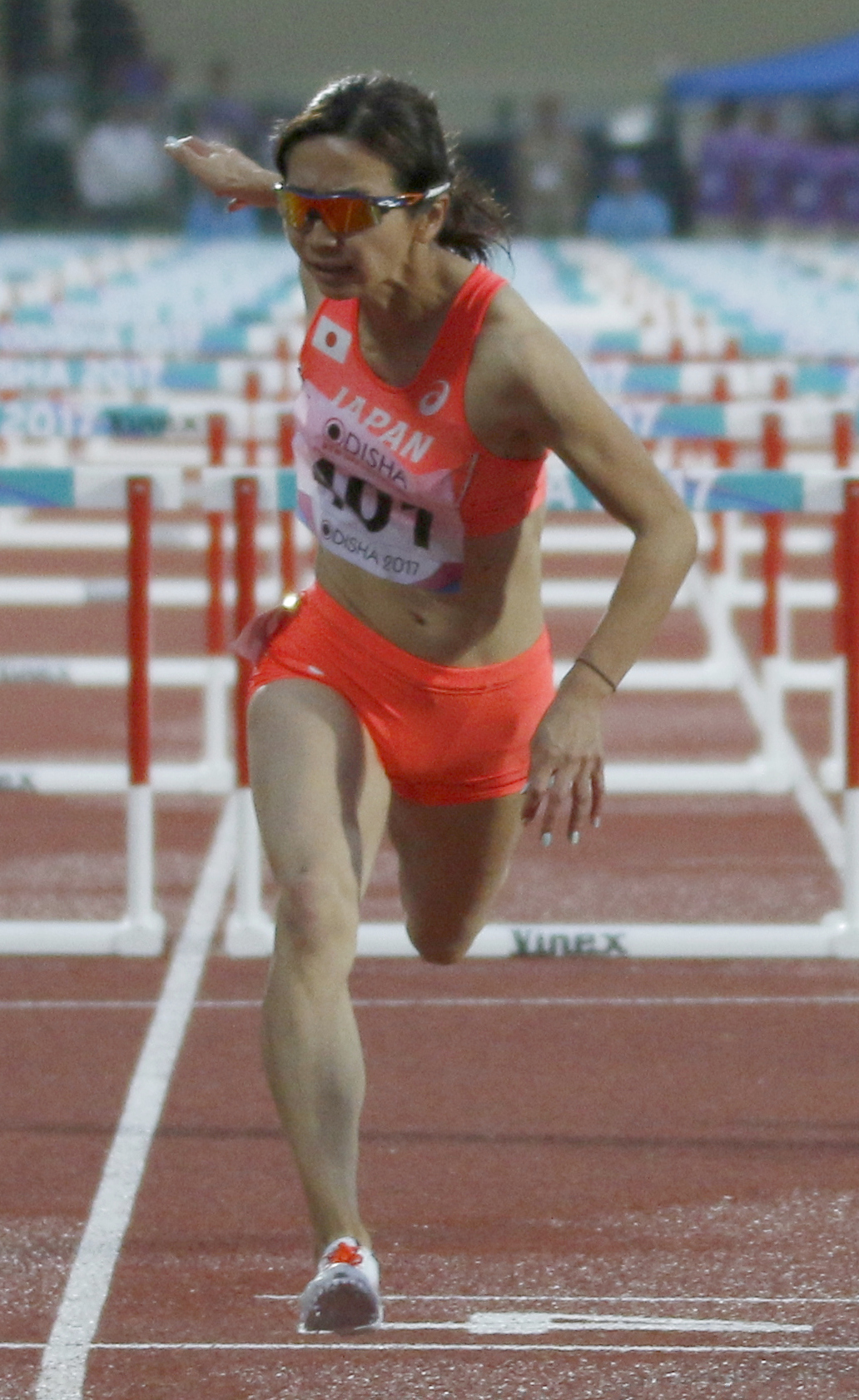
Ayako Kimura Rang acht in 13,29 s

### Lauf 3

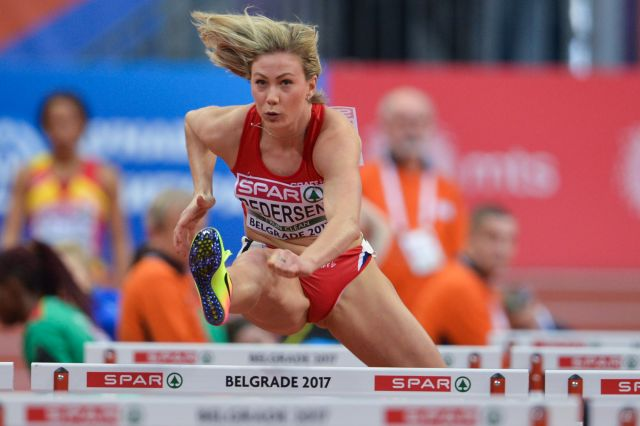
Isabelle Pedersen – ausgeschieden als Vierte in 12,87 s
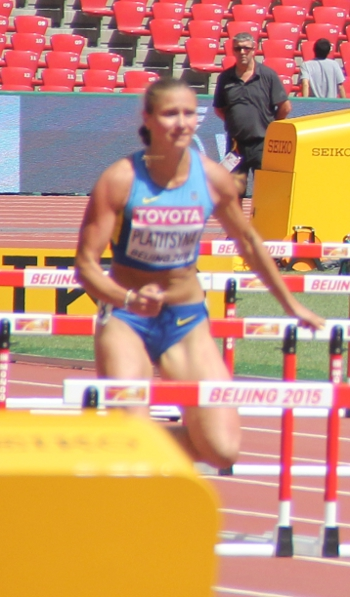
Hanna Plotizyna – ausgeschieden als Siebte in 13,08 s
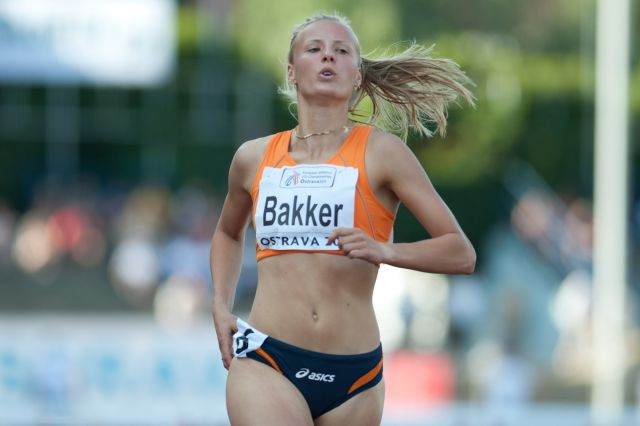
Sharona Bakker – ausgeschieden als Achte in 13,29 s

11. August 2017, 19:23 Uhr Ortszeit (20:23 Uhr MESZ)

Wind: +0,2 m/s
| Platz | Bahn | Name               | Land        | Zeit (s) |
| ----- | ---- | ------------------ | ----------- | -------- |
| 1     | 7    | Dawn Harper-Nelson | USA         | 12,63 SB |
| 2     | 4    | Pamela Dutkiewicz  | Deutschland | 12,71    |
| 3     | 6    | Kendra Harrison    | USA         | 12,86    |
| 4     | 5    | Isabelle Pedersen  | Norwegen    | 12,87    |
| 5     | 9    | Rushelle Burton    | Jamaika     | 12,94    |
| 6     | 2    | Devynne Charlton   | Bahamas     | 12,95    |
| 7     | 8    | Hanna Plotizyna    | Ukraine     | 13,08    |
| 8     | 3    | Sharona Bakker     | Niederlande | 13,29    |

## Finale
12. August 2017, 20:05 Uhr Ortszeit (21:05 Uhr MESZ)

Wind: +0,1 m/s
Schon in den Vorläufen und Halbfinals hatte sich die Australierin Sally Pearson nach zwei durch Verletzungen geprägten Jahren wieder sehr stark gezeigt. Sie war die Weltmeisterin von 2011, Vizeweltmeisterin von 2013 und Olympiasiegerin von 2012. In dieser Form gehörte sie wieder zum engsten Favoritenkreis. Hinzu kamen die US-amerikanische Olympiazweite von 2012 Dawn Harper-Nelson, die Olympiazweite von 2016 Nia Ali, ebenfalls USA, die US-amerikanische Weltrekordlerin Kendra Harrison mit der schnellsten Vorlaufzeit, die belarussische WM-Dritte von 2015 Alina Talaj und die Deutsche Pamela Dutkiewicz, die im Halbfinale stark gelaufen war. Titelverteidigerin Danielle Williams aus Jamaika war dagegen im Semifinale ausgeschieden.

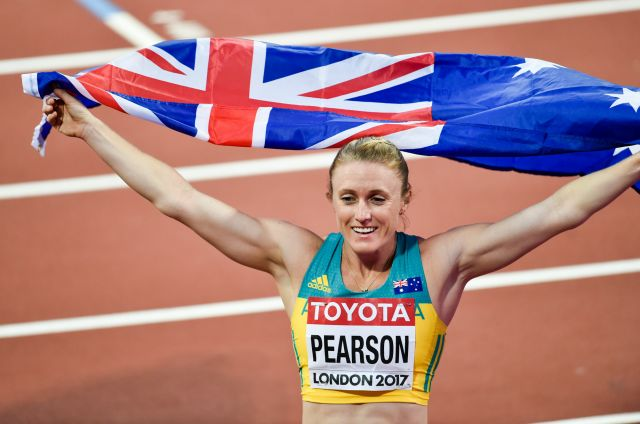
Freude bei Sally Pearson

Am besten kam Harrison aus den Startblöcken. Sie führte hauchdünn vor ihren beiden Landsfrauen Harper-Nelson und Christina Manning. Sally Pearson hing hier als Vierte noch etwas zurück, fand aber schnell ihren Rhythmus und zog unwiderstehlich an ihren Konkurrentinnen vorbei zum Weltmeistertitel. Dawn Harper-Nelson erreichte nach ihrem guten Start als Zweite das Ziel. Auf den folgenden Plätzen ging es äußerst eng zu. Mit einer starken Vorstellung auf dem letzten Streckenabschnitt erkämpfte sich Pamela Dutkiewicz die Bronzemedaille vor Kendra Harrison und Christina Manning. Zwischen Dutkiewicz und Manning lagen nur zwei Hundertstelsekunden. Alina Talaj belegte Rang sechs vor der Niederländerin Nadine Visser und Nia Ali.
| Platz | Bahn | Athletin           | Land        | Offizielle Zeit (s) | Tausendstelsekunden (inoffiziell) |
| ----- | ---- | ------------------ | ----------- | ------------------- | --------------------------------- |
|       | 4    | Sally Pearson      | Australien  | 12,59               |                                   |
|       | 6    | Dawn Harper-Nelson | USA         | 12,63 SB            |                                   |
|       | 5    | Pamela Dutkiewicz  | Deutschland | 12,72               |                                   |
| 4     | 3    | Kendra Harrison    | USA         | 12,74               | 12,736                            |
| 5     | 7    | Christina Manning  | USA         | 12,74               | 12,737                            |
| 6     | 8    | Alina Talaj        | Belarus     | 12,81 SB            |                                   |
| 7     | 2    | Nadine Visser      | Niederlande | 12,83               |                                   |
| 8     | 9    | Nia Ali            | USA         | 13,04               |                                   |

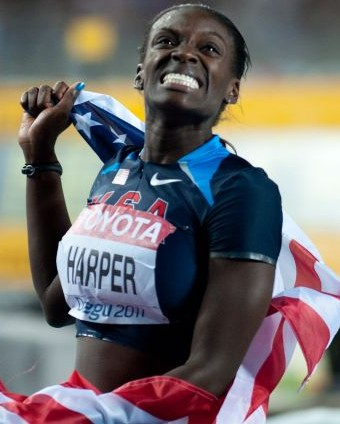
Vizeweltmeisterin Dawn Harper-Nelson
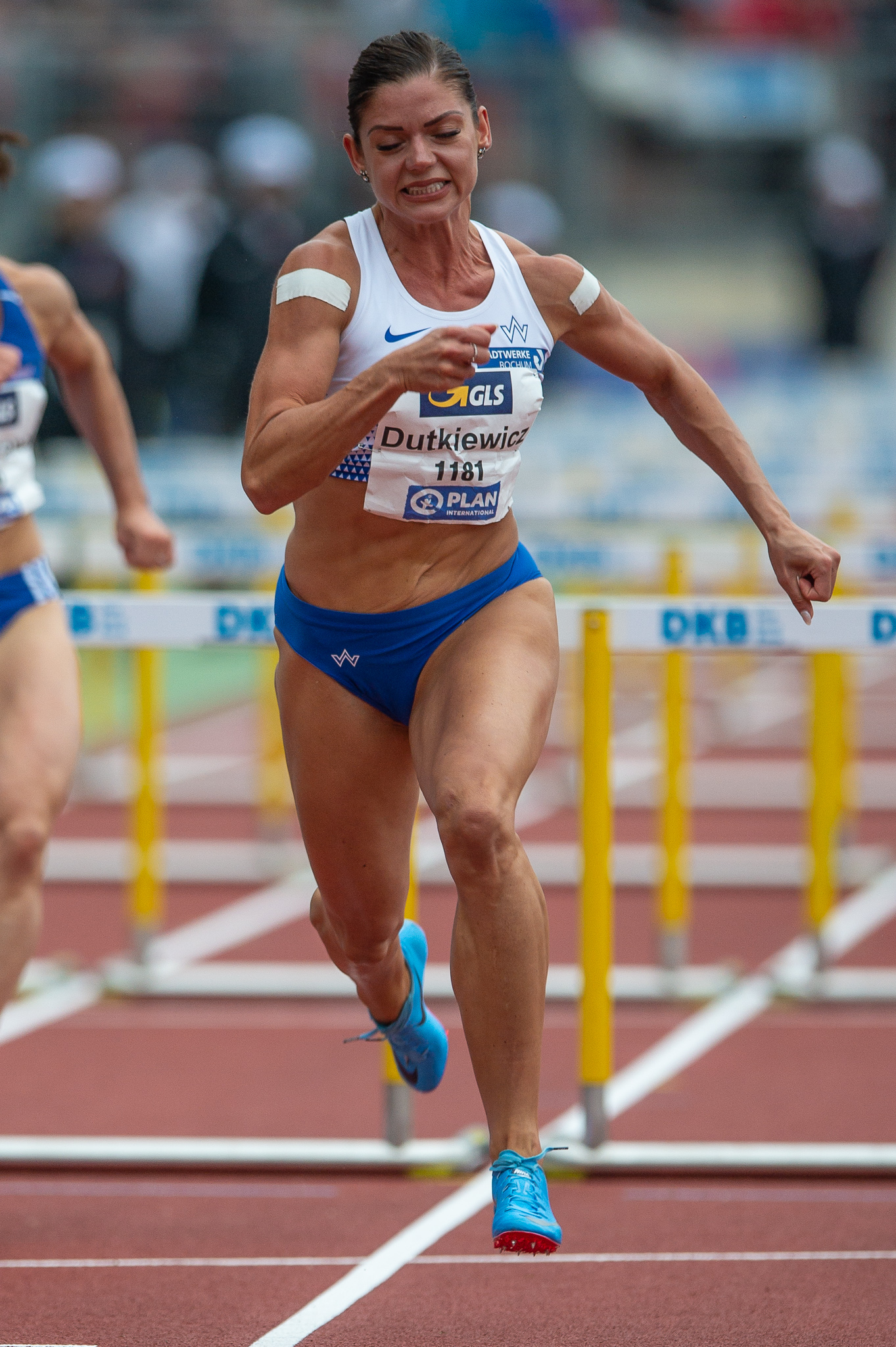
Bronzemedaillengewinnerin Pamela Dutkiewicz
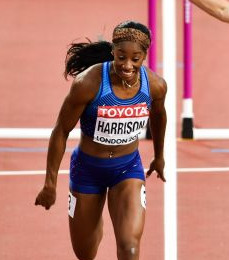
Kendra Harrison belegte Rang vier
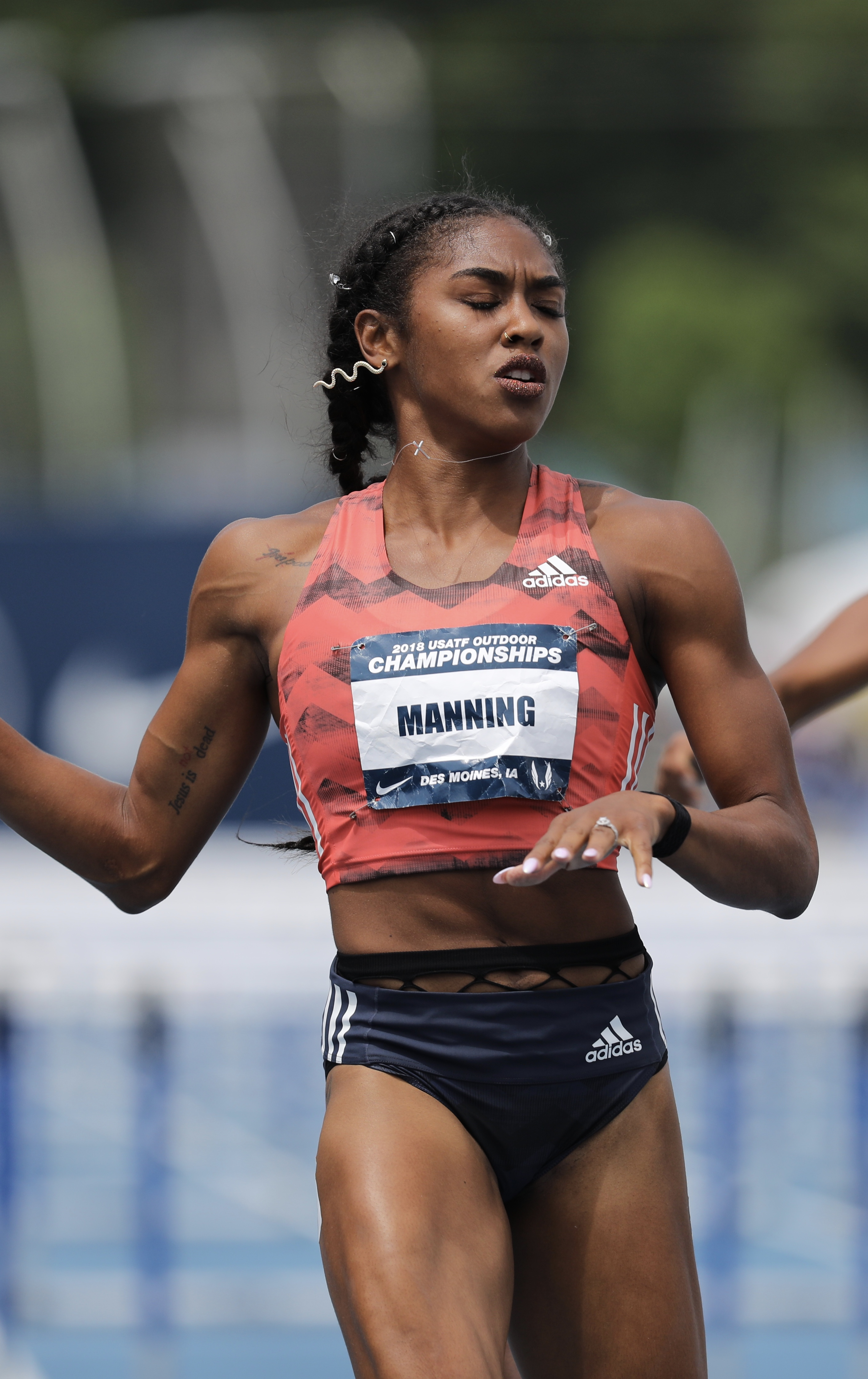
Christine Manning wurde Fünfte
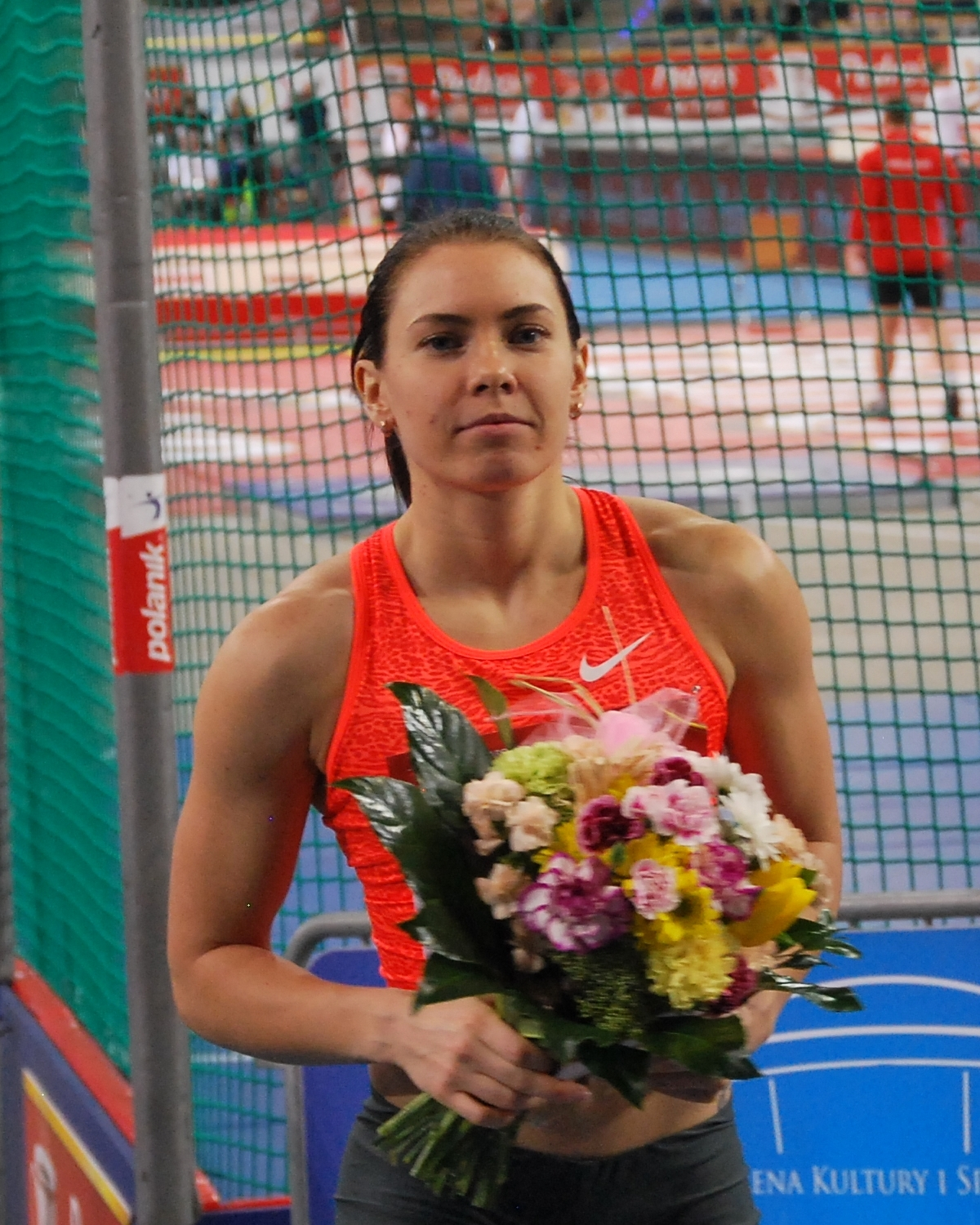
Rang sechs für Alina Talaj
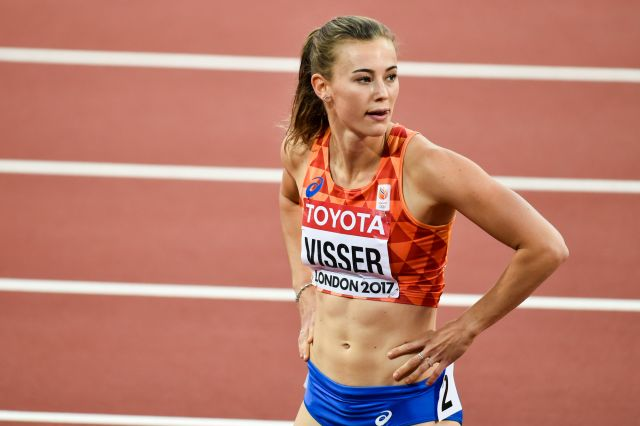
Nadine Visser kam auf den siebten Platz
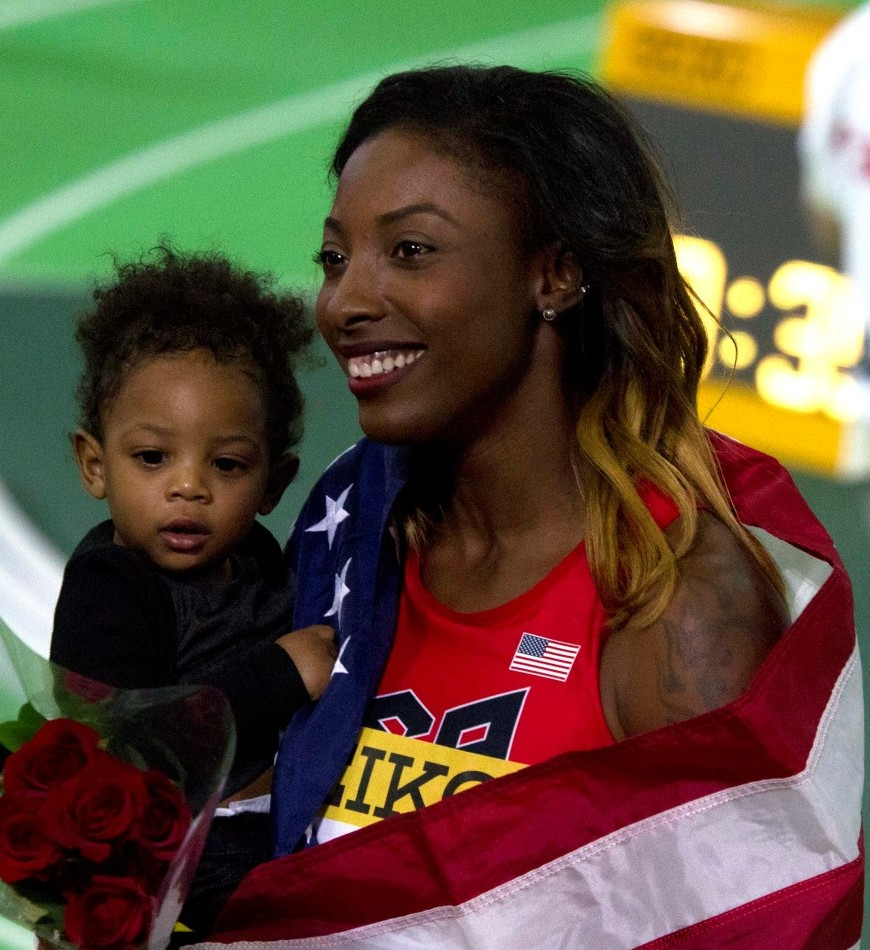
Die Olympiazweite von 2016 Nia Ali erreichte Rang acht

## Video
- London World championship women 400 meters final, youtube.com, abgerufen am 6. März 2021